# كليفورد كارتر
كليفورد كارتر (بالإنجليزية: Clifford Carter)‏ هو كاتب أغاني أمريكي، ولد في 1952.

## وصلات خارجية
- كليفورد كارتر على موقع IMDb (الإنجليزية)
- كليفورد كارتر على موقع ميوزك برينز (الإنجليزية)
- كليفورد كارتر على موقع ديسكوغز (الإنجليزية)
- كليفورد كارتر على موقع ديسكوغز (الإنجليزية)